# Nicolas de Péchantré
Nicolas de Péchantré (ou Péchantrés), né à Toulouse en 1638 et mort à Paris en décembre 1708, est un poète et auteur dramatique français.

## Biographie
Fils de chirurgien, il étudie et exerce peut-être pendant quelque temps la médecine. Il compose des poèmes, qui le font couronner à trois reprises par l'Académie des Jeux floraux. Encouragé par ce succès, il se rend à Paris où il s'installe pour tenter sa chance dans le milieu du théâtre de la capitale.
Il montre sa première tragédie, Géta, au comédien Baron, qui lui en dit du mal tout en offrant de la lui acheter pour 200 francs. Le comédien Champmeslé, qui a également lu la pièce, prête alors à l'auteur l'argent nécessaire pour la retirer. Elle est jouée avec succès au Théâtre-Français, où Péchantré fait représenter par la suite deux autres tragédies, puis deux autres encore au collège d'Harcourt.
Nicolas de Péchantré meurt à l'âge de 70 ans, alors qu'il achevait de composer un opéra intitulé Amphion et Parthénopée.
Son nom est resté lié à une anecdote qui est souvent racontée en France comme en Angleterre. Alors qu'il travaillait dans une auberge, il y oublie une feuille de papier sur laquelle il avait griffonné : « Ici le roi sera tué ». L'aubergiste court avertir le commissaire de quartier, qui lui demande de le prévenir si cet individu réapparaît, ce qui arrive bientôt. Au moment où, tenant en main la pièce à conviction, le commissaire s'apprête à l'arrêter, Péchantré s'écrie : « Ah ! monsieur, que je suis charmé de retrouver ce papier que je cherche depuis plusieurs jours ! C'est la scène où je dois placer la mort de Néron, dans une tragédie à laquelle je travaille ». Vraie ou fausse, cette anecdote devait fournir un siècle plus tard à Charles-Augustin de Bassompierre Sewrin la matière d'une petite comédie, Péchantré, ou une scène de tragédie.
Georges Vicaire a attribué aussi à Nicolas de Péchantré une comédie « satiri-burlesque », Les Yvrongnes, publiée en 1687, et on connaît encore une autre tragédie, Virginie, parue sous son nom en 1690.

## Œuvres

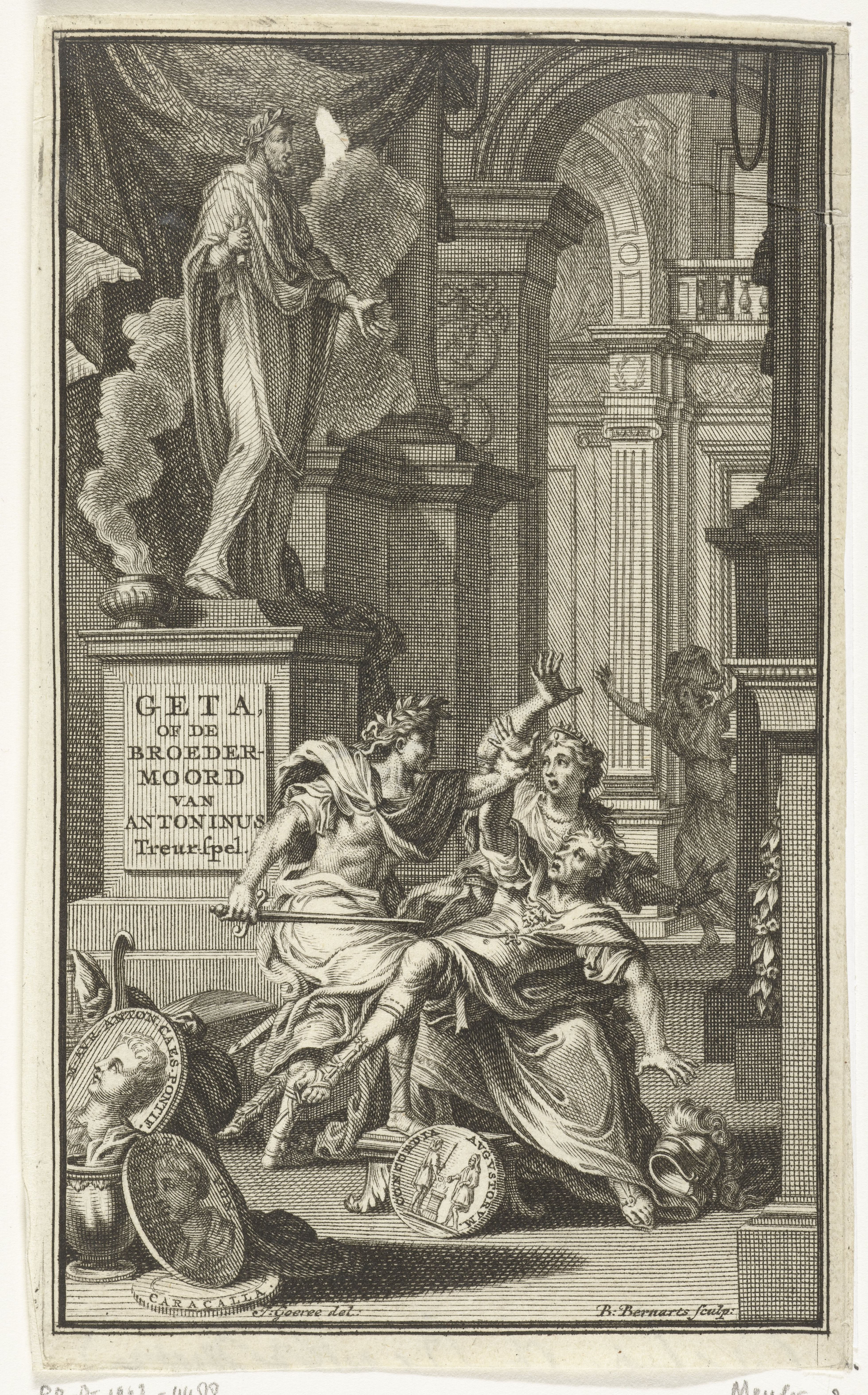
Illustration de Géta, 1713

- Géta, tragédie en cinq actes et en vers, Paris, Théâtre-Français, 29 janvier 1687
- Jugurtha, roi de Numidie, tragédie en 5 actes et en vers, Paris, Théâtre des Fossés-Saint-Germain, 17 décembre 1692 [non imprimée]
- La Mort de Néron, tragédie en 5 actes, Paris, Théâtre-Français, 21 février 1703
- Joseph vendu par ses frères, tragédie, Paris, Collège d'Harcourt [non imprimée]
- Le Sacrifice d'Abraham, tragédie, Paris, Collège d'Harcourt [non imprimée]
- Amphion et Parthénopée, opéra, 1708 [ni représenté ni imprimé]